# Cantonul Fronton
Cantonul Fronton este un canton din arondismentul Toulouse, departamentul Haute-Garonne, regiunea Midi-Pyrénées, Franța.

## Comune
- Bouloc
- Bruguières
- Castelnau-d'Estrétefonds
- Cépet
- Fronton (reședință)
- Gargas
- Gratentour
- Labastide-Saint-Sernin
- Lespinasse
- Saint-Jory
- Saint-Rustice
- Saint-Sauveur
- Vacquiers
- Villariès
- Villaudric
- Villeneuve-lès-Bouloc